# Przegląd zastosowań hathajogi w medycynie zachodniej

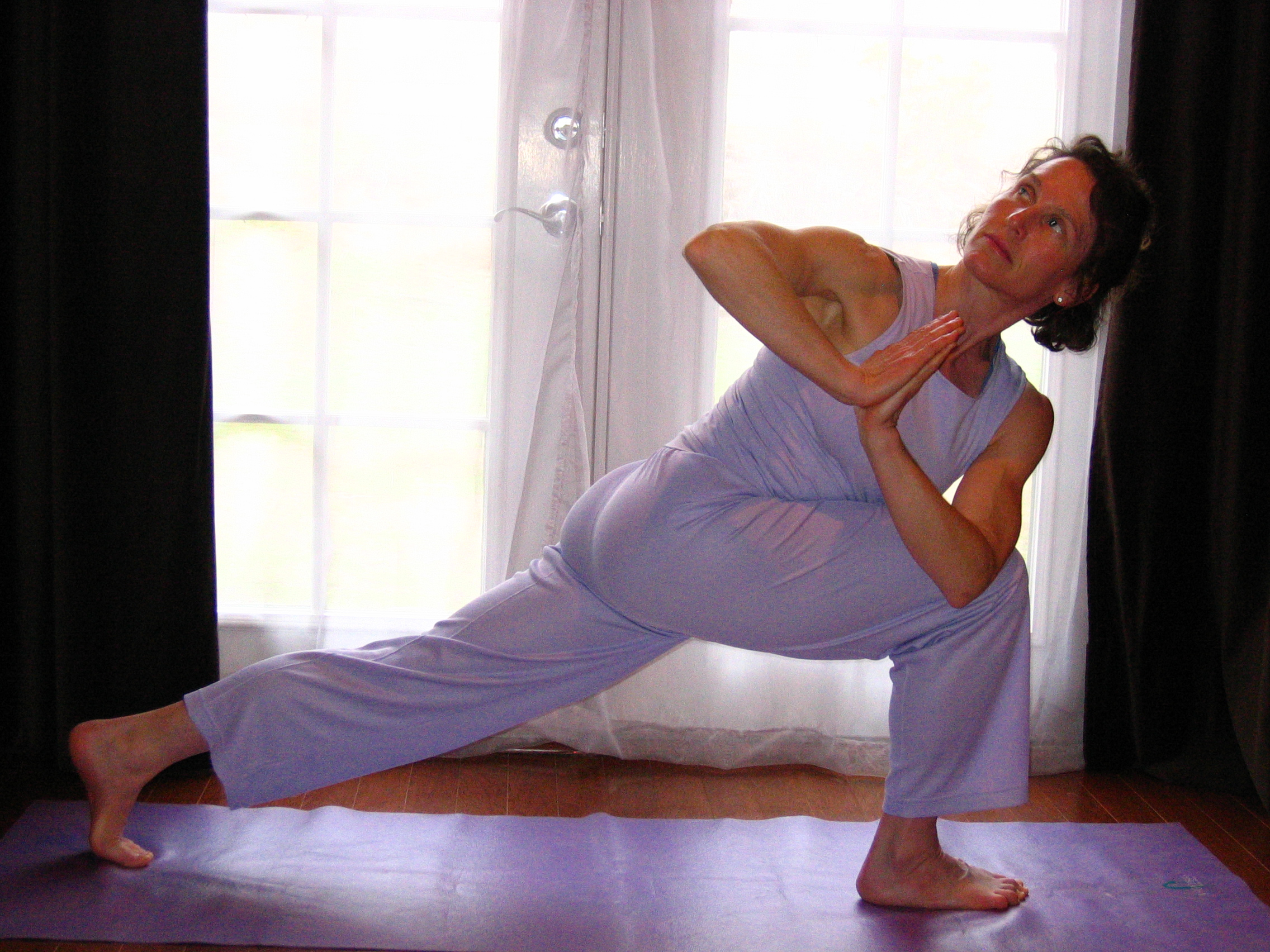

W ramach badań naukowych medycyny zachodniej podejmowano próby adaptacji hathajogi dla higieny fizycznej i jako ćwiczeń relaksacyjnych. Dotyczy to również autorów polskich. Niniejszy artykuł stanowi wybiórczy przegląd historyczno-geograficzny tego zagadnienia.

## Indie
W Indiach próby zastosowania pochodzącej z tego kraju hathajogi doczekały się opieki akademickiej i instytucjonalnej. W 1959 przy indyjskim Ministerstwie Zdrowia powstał Departament Indyjskich Systemów Medycznych i Jogi. Tego samego roku przy Uniwersytecie w Saugorze powołano Katedrę Jogi jako systemu psychopedagogicznego.
Do najważniejszych prac uczonych indyjskich traktujących o adaptacji jogi do zachodniej medycyny należą badania pracownika Instytutu w Lonavla S. L. Vinekara (1963) oraz Swamiego Kuvalayanandy i D. Vinekara (1971). Książka Kuvalayanandy S. L. Vinekara Joga – indyjski system leczniczy. Podstawowe zasady i metody ukazała się w 1971 z przypisami, słownikiem terminologicznym i przeglądem piśmiennictwa o jodze w opracowaniu Tadeusza Paska. Badania Kuvalayanandy i D. Vinekara realizowane były przy wsparciu Ministerstwa Zdrowia.

## Na świecie
W 1960 wprowadzono hasło Yoga do Index Medicus. W 1974 powstała Europejska Unia Federacji Krajowych Ćwiczeń Jogi. W 1977 IV Międzynarodowy Kongres Medycyny Psychosomatycznej w Kioto powołał stały Międzynarodowy Zespół Naukowy Adaptujący Jogę.
Wśród prób adaptacji jogi do medycyny zachodniej należy wymienić dokonania Amerykanina T. Bernarda z 1944 i Czechosłowaka A. van. Lysebetha z 1977.
Różnego rodzaju ćwiczenia relaksacji orientalnej, a zwłaszcza jogi, w Stanach Zjednoczonych i w Kanadzie stały się szeroko znane jako jedna z metod rekreacyjnych zarówno na uczelniach, jak i w ogólnej publicznej działalności. Działalność taką prowadził np. kanadyjski Wydział Oświaty, który objął w ramach swych kompetencji zajęcia dla osób dorosłych, jako tzw. continuing education – permanentne doszkalanie się i „ulepszanie stylu życia”. W University of Toronto podjęto także próby wdrożenia do szkoleń specjalistów wychowania fizycznego i zdrowotnego w Kanadzie.

## Polska

### Ćwiczenia relaksowo-koncentrujące
Jedne z pierwszych w Polsce naukowych opracowań systemu ćwiczeń, które przybliżały idee Wschodu, podjęto w latach 60. XX wieku w Akademii Wychowania Fizycznego w Warszawie (Zakład Fizjologii Instytutu Nauk Biologicznych). Do osób pracujących nad projektem należeli: prof. dr med. Wiesław Romanowski, mgr Tadeusz Pasek (stypendysta w Bihar School of Yoga w Indiach).
Ćwiczenia te znalazły wówczas praktyczne upowszechnienie w środowisku akademickim. Poddawane były weryfikacji. W roku 1977 Centralny Ośrodek Metodyczno-Szkoleniowy Zarządu Głównego TKKF zorganizował roczny kurs instruktorski.
Na Kongresie Medycyny Psychosomatycznej (Kyoto, 1977) polski model adaptacji jogi i systemów pokrewnych został bardzo pozytywnie oceniony. Wyniki wdrożeń ćwiczeń relaksowo-koncentrujących do systemu wychowania fizycznego referowano także na VI Światowym Kongresie Medycyny Psychosomatycznej 1981 w Montrealu.
Według prof. dr W. Degi (Psych. Pol. 1982, XVI, 5,371) w Polsce ćwiczenia jogi i zen weszły do nauki, terapii i rekreacji (profilaktyka) jako ćwiczenia relaksowo-koncentrujące w rehabilitacji nazwane psychokinezyterapią.
Poprzez publikacje w tym zakresie, wykłady, i prezentacje na sympozjach polski, uproszczony model ćwiczeń relaksowo-koncentrujących został wysoko oceniony w Kanadzie, gdzie prowadzono podobnego rodzaju doświadczenia.
Prof. dr Andrzej Szyszko-Bohusz wyraził opinię, że ćwiczenia relaksacyjno-koncentracyjne są początkiem „drogi wiodącej do pełniejszej psychofizycznej niezależności”, widząc w nich możliwość sterowania autonomicznym układem nerwowym, a nawet „zrozumienia istoty i sensu życia”. Dalszym etapem tej drogi jest według niego medytacja.

### Stan relaksu
Niezależne badania w oświacie (1962-63), w ramach przedmiotu wychowanie fizyczne, prowadził także prof. dr A. Szyszko-Bohusz. Dalsze poszukiwania wprowadziły do teorii świadomości pojęcie „stanu nie podlegającego zmianom”.

### Zabiegi relaksowe
Zastosowaniem jogi jako zabiegów relaksacyjnych w medycynie pracy i rehabilitacji zajmował się prof. dr med. Stanisław Grochmal.

## Koncepcje para-jogiczne
Prócz koncepcji ścisłej adaptacji jogi dla medycyny zachodniej istnieje także wiele koncepcji para-jogicznych i paramedycznych. Do najstarszych należy powstała na gruncie neurologii relaksacja progresywna Jacobsona z lat 30. XX w. Należy także wymienić powstałą, z inspiracji profesora Alfonso Caycedo na gruncie psychiatrii, sofrologię z lat 60. XX w., trening autogeniczny Schultza z lat 60. XX w. i powstałą na gruncie biofizyki koncepcję „homo electronicus” Włodzimierza Sedlaka z lat 60. XX w.

## Stres a ćwiczenia
Związek między ćwiczeniami opartymi na jodze a stresem poddali ocenie prof. H. Selye oraz prof. R. DeSmeta (1977).